# Adesmus paradiana
Adesmus paradiana là một loài bọ cánh cứng trong họ Cerambycidae.